# Ariel Šaron
Ariel Šaron (hebrejsko  אריאל שרון, rojen kot Ariel Scheinermann), izraelski general in politik, * 27. februar 1928, Kfar Malal, Britanski mandat za Palestino, † 11. januar 2014, Tel Aviv.
Generalmajor Izraelskih obrambnih sil Šaron je bil 11. predsednik vlade Izraela (med 7. marcem 2001 in 14. aprilom 2006).

## Življenjepis
18. decembra 2005 ga je obšla slabost, nakar je bil prepeljan v bolnišnico. Zdravniki so ugotovili, da ga je zadela manjša možganska kap . Čez dva dni je bil že izpuščen iz bolnišnice; zdravniki so mu svetovali, naj spremeni način življenja .
4. januarja 2006 je bil ponovno hospitaliziran zaradi hujše oblike možganske kapi . Njegove pristojnosti so bile v skladu z zakonodajo prenešene na njegovega namestnika Ehuda Olmerta. Da bi zmanjšali krvni pritisk znotraj lobanje, so zdravniki povzročili umetno komo in opravili tri operacije. V komi je ostal vse do smrti osem let kasneje.